# شوندورف (تورینگن)
شوندورف (به آلمانی: Schöndorf) یک شهر در آلمان است که در Ranis-Ziegenrück واقع شده‌است. شوندورف ۳۰۱ نفر جمعیت دارد.